# 846 Lipperta
846 Lipperta
846 Lipperta là một tiểu hành tinh ở vành đai chính, thuộc nhóm tiểu hành tinh Themis. Nó được xếp loại tiểu hành tinh kiểu C, có bề mặt tối, và thành phần cấu tạo dường như bằng vật liệu cacbonat.
Tiểu hành tinh này do K. Gyllenberg phát hiện ngày 26.11.1916 ở Bergedorf, và được đặt theo tên Eduard Lippert, doanh nhân người Đức và là ân nhân của đài thiên văn Hamburg.